# Robbie Savage
Robert William Savage (Wrexham, Gales, 18 de octubre de 1974), conocido como Robbie Savage,  exfutbolista profesional galés que jugó como mediocampista, ahora es experto en fútbol y entrenador en jefe del club Macclesfield de la División Premier de la Liga Premier del Norte.
Durante su carrera jugó predominantemente como centrocampista, comenzando como jugador juvenil con el Manchester United antes de unirse al Crewe Alexandra cuando fue liberado por el club de Old Trafford. Se convirtió en un habitual del Leicester City a fines de la década de 1990 y principios de la década de 2000, y desempeñó un papel similar para Birmingham City y Blackburn Rovers. En 2008, se unió al Derby County; después de un breve período de préstamo con Brighton & Hove Albion más tarde ese año, regresó para capitanear al Derby, con quien terminó su carrera como jugador. Ahora es un comentarista de la BBC y presenta regularmente 606 en BBC Radio 5 Live los domingos por la noche. También es copresentador de Early Kick Off en BT Sport.

## Trayectoria en los clubes
Savage nació en Wrexham el 18 de octubre de 1974, hijo de Colin y Valerie Savage.  Asistió a Ysgol Bryn Alyn en Gwersyllt hasta que completó sus estudios GCSE en julio de 1991. Comenzó su carrera como futbolista en los equipos locales Brickfield Rangers y Lex XI. Cuando terminó sus estudios, se incorporó al Manchester United como aprendiz y, en un principio, jugó como delantero. Jugó en el equipo que ganó la Copa Juvenil de la FA en 1992, y más tarde le hicieron un contrato profesional, pero nunca jugó un partido con el primer equipo y fichó por el Crewe Alexandra en 1994.
Al principio de su etapa en el Crewe, pasó a jugar en el centro del campo y demostró ser un jugador joven y competente, ayudando al equipo a alcanzar los play-offs de la Segunda División en sus dos primeras temporadas en el club; una hazaña notable para un club recién ascendido que sólo había jugado a este nivel dos veces en los 30 años anteriores. A la tercera fue la vencida para el Crewe, que logró el ascenso en 1997. Era la primera vez que el Crewe alcanzaba la segunda categoría de la liga inglesa, pero poco después de ayudar al Crewe a ganar la promoción, Savage presentó una solicitud de traspaso al entrenador Dario Gradi.

### Leicester City

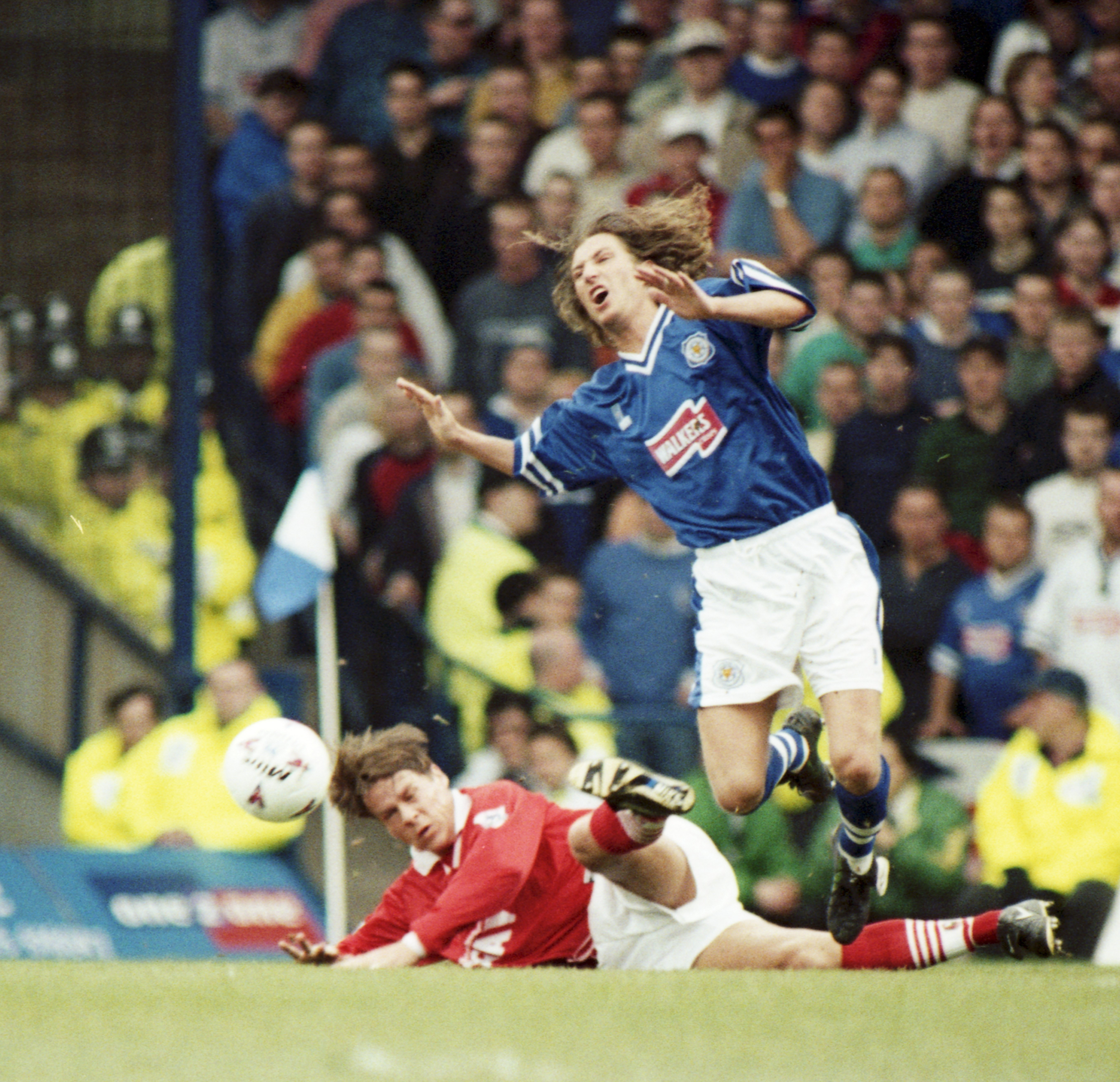
Savage jugó para el Leicester City en 1997-98, su primera temporada con el club.

En julio de 1997, Savage fue traspasado al Leicester City de la Premier League, dirigido por Martin O'Neill, por 400 000 libras. Savage pasó cinco años en el Leicester, donde se hizo un nombre como centrocampista fiable, competitivo y fogoso. En 1999, el Leicester alcanzó la final de la Copa de la Liga contra el Tottenham Hotspur. En un controvertido incidente, Savage hizo una mala entrada a Justin Edinburgh, del Tottenham, que se desquitó sacando el brazo. El contacto fue mínimo, pero Savage cayó al suelo. Edinburgh fue expulsado por levantar los brazos y, aunque el Tottenham ganó la final, muchos aficionados de los Spurs siguen guardando rencor a Savage por el incidente. Sin embargo, un año después Savage volvió a alcanzar la final de la Copa de la Liga, esta vez ganando 2-1 al Tranmere Rovers.

### Birmingham City
Cuando el Leicester descendió de la Premiership al final de la temporada 2001-02, Savage fue traspasado al recién ascendido Birmingham City por 1,25 millones de libras, firmando un contrato de tres años. Ganó el premio al Jugador del Año del club en 2003. A principios de enero de 2005 presentó una solicitud de traspaso por escrito, supuestamente para estar más cerca de sus padres, enfermos en Wrexham. El 19 de enero fichó por el Blackburn Rovers por 3 millones de libras, tras haber marcado 11 goles en 82 partidos de liga con el Birmingham.

### Blackburn Rovers
En sus primeros cinco meses como jugador del Blackburn, Savage ayudó a su nuevo club a salvarse en la Premier League y alcanzó la semifinal de la Copa de Inglaterra, que perdió por 3-0 ante el Arsenal en el Millennium Stadium de su país.
En marzo, Savage puso fin a su carrera internacional después de que su nuevo seleccionador, John Toshack, lo descartara para un partido de clasificación para el Mundial de 2006 contra Austria. Su disputa con Toshack y la Asociación Galesa de Fútbol continuó durante la temporada 2005-2006, ya que Savage insistió en que se retiraba del fútbol internacional sólo porque Toshack le había dicho que no era lo bastante bueno para jugar con Gales.
En 2005-06, Savage fue titular en el Blackburn, con el que disputó 42 partidos y marcó un gol, contra su antiguo club, el Birmingham. La temporada siguiente, marcó contra el Salzburgo y el Wisła Kraków en la campaña de los Rovers en la Copa de la UEFA, pero su temporada se vio truncada por una fractura de pierna en enero, que le mantuvo de baja el resto de la temporada.
Durante la temporada 2007-08, Savage sufrió nuevos problemas en la rodilla, al sufrir un golpe en la victoria por 2-1 ante los Spurs tras ser agarrado por Robbie Keane. Tuvo que someterse a una operación quirúrgica que le apartó de la alineación titular durante seis semanas. Tras el regreso de Steven Reid a la alineación titular de los Rovers y la buena forma de David Dunn, le costó más entrar en el once inicial. Savage era muy querido por la afición del Blackburn y fue ovacionado por los seguidores del Rovers, que casi llenaron el estadio, cuando regresó con el Derby.
El entonces entrenador del Sunderland, Roy Keane, reveló en su autobiografía de 2014 que el Blackburn le había dado permiso para fichar a Savage durante el final de su etapa en el Blackburn; sin embargo, el mensaje de voz de Savage le desanimó, y Keane describió sus pensamientos tras oírlo como "no puedo firmar eso, joder".

### Derby County

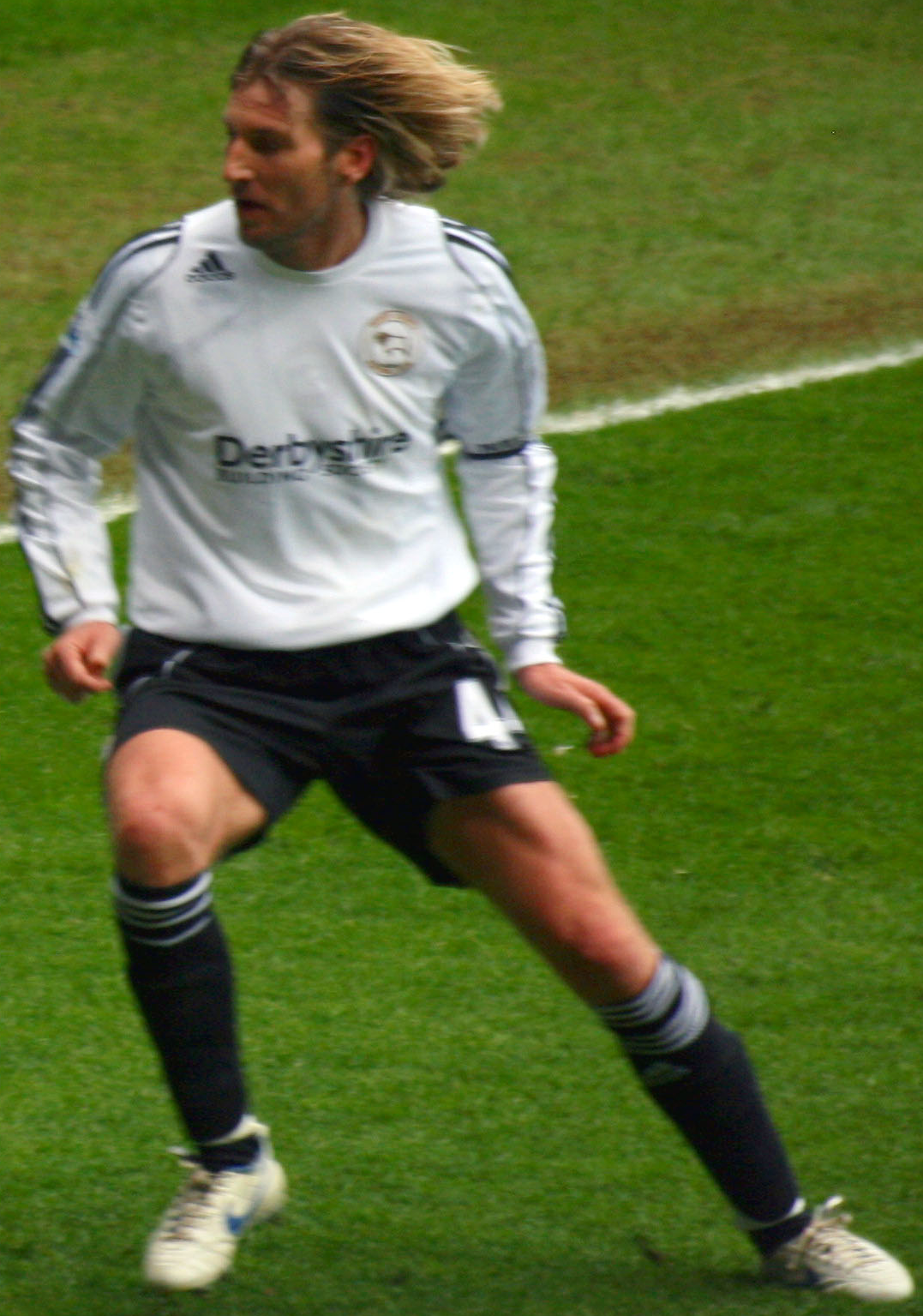
Savage jugando para el Derby contra el West Ham United en la temporada 2007-08

El 9 de enero de 2008, Savage fichó por el Derby County a cambio de 1,5 millones de libras por un contrato de dos años y medio, y más tarde reveló que se había rebajado el sueldo para fichar por el Derby en busca del primer equipo y que había rechazado fichar por el Sunderland porque creía que el Derby le quería más. Como la camiseta con el número 8, que había llevado en clubes anteriores, ya estaba asignada al entonces capitán Matthew Oakley, cogió la camiseta con el número 44 porque los números suman 8. Fue nombrado nuevo capitán del Derby después de que Oakley fuera vendido al Leicester, y capitaneó al Derby en su primer partido, una derrota por 1-0 en casa ante el Wigan Athletic.
Los rumores de que Savage abandonaría el Derby surgieron en julio de 2008, cuando se perdió todos los partidos de pretemporada. En agosto, el presidente del Leicester City, Milan Mandaric, declaró su interés por Savage, que fue desestimado por el Derby. Paul Jewell dejó a Savage fuera del equipo en repetidas ocasiones, tras el mal comienzo del Derby en la temporada 2008-2009, y fue sustituido como capitán por Alan Stubbs. Stubbs se vio obligado a retirarse al poco de comenzar la nueva temporada a causa de una lesión, pero Savage no fue tenido en cuenta para el cargo al no formar parte del primer equipo, y el brazalete pasó a Paul Connolly.
Tras fracasar en su intento de volver al primer equipo, Savage fue cedido en octubre al Brighton durante un mes para que se mantuviera en forma. Un año más tarde, en los prolegómenos de un partido entre el Leicester y el Derby County, reveló que había intentado conseguir una cesión al Walkers Stadium (el Leicester se había interesado por él meses antes). Savage incluso telefoneó al embajador del club, Alan Birchenall, y a su excompañero Paul Dickov para hablarles bien de él al entrenador Nigel Pearson. Pearson, sin embargo, «dijo que no», a pesar de que el Derby se ofreció a pagar «el 90 o el 95 por ciento» del salario de Savage. Tras la dimisión de Jewell como entrenador del Derby, Savage volvió al primer equipo de la mano del nuevo técnico, Nigel Clough, que le dio la titularidad en el centro del campo. El 27 de febrero de 2009, Savage marcó su primer gol con el Derby en la derrota por 2-1 ante el Doncaster Rovers.
El 10 de agosto de 2009, Savage firmó una prórroga de un año de su contrato con el Derby County, que le permitiría jugar hasta el final de la temporada 2010-2011. Al día siguiente, fue incluido en el Equipo de la Semana de la Championship por su actuación en la victoria de la jornada inaugural sobre el Peterborough United. Ese mismo mes, Savage fue nombrado capitán del Derby County en sustitución de Paul Connolly, a quien el entrenador Nigel Clough quería "concentrar en su propio juego"En respuesta, Savage dijo que:  "No merecía la capitanía cuando llegué al club. Me la dieron desde el primer día y no debería haber sido así. Era demasiada presión para mí y tuve una pesadilla. Dejé que me afectara. Creo que ahora estoy preparado. Me siento más cómodo". El Derby volvió a pasar apuros durante la temporada, y no logró la salvación hasta la 44ª jornada, pero la temporada fue un éxito personal para Savage, ya que participó en todos menos uno de los 51 partidos de liga y copa del Derby durante la campaña, el que se perdió por sanción, y fue titular en 49 de ellos. Además, marcó dos goles: uno de falta contra el Queens Park Rangers en la derrota por 4-2 en casa y otro de volea contra el Sheffield United en el empate a uno. También ganó el premio al Jugador del Año del propio club, pero perdió el premio de la afición ante Shaun Barker.
Savage volvió a ser titular en el Derby en la temporada 2010-11 en una nueva formación 4-2-3-1 en torno al nuevo fichaje James Bailey, aunque el Derby tuvo un mal comienzo ganando sólo uno de sus primeros siete partidos de liga, con la forma de Savage haciendo que los aficionados cuestionaran la justificación de su lugar en el equipo y su condición de capitán. Savage disputó su partido número 100 con el club en el empate a 2-2 contra el Queens Park Rangers, antes de quedarse en el banquillo en el empate a 1 contra el Barnsley, el primer encuentro en el que no había participado con el Derby (salvo indisponibilidad) desde la llegada de Nigel Clough al banquillo en enero de 2009.
Savage jugó en la portería del Derby el 11 de marzo de 2010, cuando Stephen Bywater fue retirado por una lesión en la espalda contra el Reading. Permitió dos goles durante sus 45 minutos en la portería del Derby.
El 16 de octubre de 2010, Savage jugó el partido número 600 de su carrera en una victoria por 3-0 sobre el Preston North End, anotando un penalti en el tiempo añadido para sellar la victoria. En enero de 2011, Savage reveló que estaba considerando dejar el club para fichar por el Vancouver Whitecaps, Savage declaró: «Una cosa es segura, me iré del Derby County al final de la temporada, si no antes, aunque me ofrezcan un nuevo contrato. Mi tiempo aquí ha terminado. He disfrutado mucho de mi tiempo en el Derby y quiero marcharme con la cabeza bien alta. Un aficionado respondió telefoneando a Savage durante una entrevista en BBC Radio 5 Live y diciéndole que “dejara el club ahora” y “se llevara al joven Sr. Clough con él. Savage finalmente rechazó el traslado, afirmando que era demasiado para su familia. El 31 de enero de 2011, Savage anunció que se retiraría al final de la temporada para concentrarse en su creciente carrera en los medios de comunicación. En sus dos últimos partidos, una derrota en casa contra el Bristol City y una derrota fuera en Reading, fue recibido con una ronda de aplausos y una ovación de pie de ambos grupos de aficionados.

### Stockport Town
El 24 de noviembre de 2019, Savage salió de su retiro para unirse al Stockport Town de la North West Counties League. Hizo su debut en la liga para el club la noche siguiente, como suplente en el minuto 80 en una victoria por 3-2 sobre el FC Oswestry Town. Esa fue su única aparición.

## Clubes
| Club                                  | País       | Año       |
| ------------------------------------- | ---------- | --------- |
| Manchester United F. C.               | Inglaterra | 1993-1994 |
| Crewe Alexandra F. C.                 | Inglaterra | 1994-1997 |
| Leicester City F. C.                  | Inglaterra | 1997-2002 |
| Birmingham City F. C.                 | Inglaterra | 2002-2005 |
| Blackburn Rovers F. C.                | Inglaterra | 2005-2008 |
| Derby County F. C.                    | Inglaterra | 2008-2011 |
| Brighton & Hove Albion F. C. (cedido) | Inglaterra | 2008      |
| Stockport Town F. C.                  | Inglaterra | 2019-2020 |
| Macclesfield                          | Inglaterra | 2020-     |

## Trayectoria internacional
Savage jugó en las categorías sub-18 y sub-21 de Gales antes de debutar con la selección absoluta en 1995, contra Albania, cuando militaba en el Crewe. Savage disputó 39 partidos con la selección y marcó dos goles, ambos en la fase de clasificación para el Mundial, contra Turquía y Noruega, antes de retirarse del fútbol internacional en septiembre de 2005, alegando que deseaba concentrarse en su carrera en los clubes. Sin embargo, muchos creen que la razón de su retirada se debió a una discusión con el seleccionador de Gales , John Toshack[ ]. Savage explicó que «John Toshack dijo que era a mi manera o en la carretera, pero yo estoy en la M56.
El 6 de marzo de 2006, apareció en la radio galesa y participó en un debate con el comentarista Leighton James sobre su exclusión de la selección de Gales. Al principio de su carrera internacional, se enfrentó al ex seleccionador de Gales Bobby Gould cuando, en broma, tiró una réplica de la camiseta de Paolo Maldini a un contenedor de basura antes de un partido contra Italia. En un primer momento, Gould excluyó a Savage de la selección, pero al día siguiente volvió a convocarlo.

## Estilo de juego y controversias

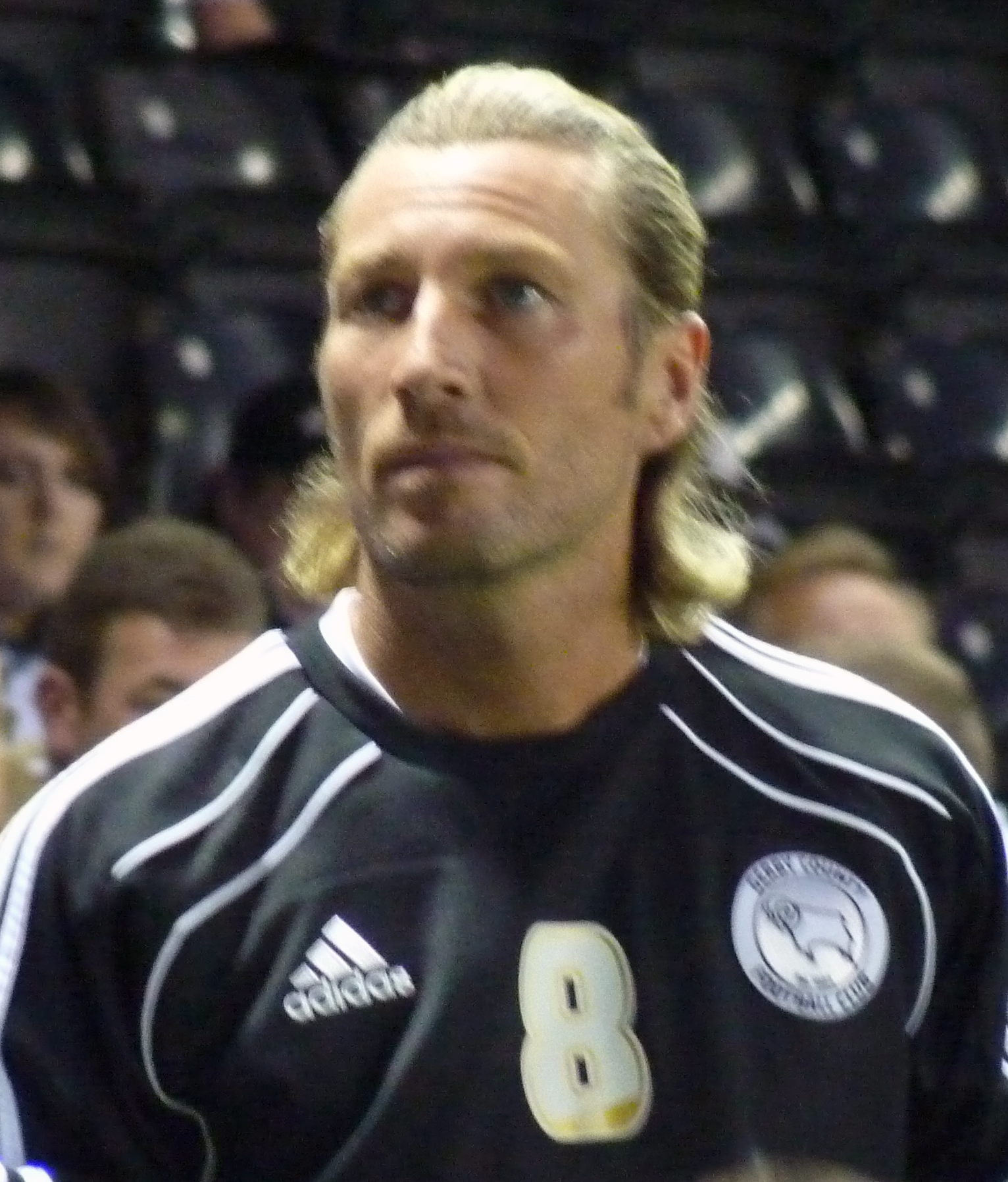
Savage con el Derby County en 2010

El estilo de Savage como centrocampista era muy activo y enérgico, y acumulaba tarjetas amarillas con regularidad, y durante un tiempo ostentó el dudoso honor de ser el jugador de la Premiership con más tarjetas amarillas en la historia de la liga: 89, aunque ahora ha sido superado por Lee Bowyer, Kevin Davies y Paul Scholes. Los aficionados del Aston Villa, Tottenham Hotspur, West Ham United y Arsenal le han acusado de simulación, ya sea para ganar una jugada a balón parado o para que un rival reciba una tarjeta roja.
Durante un partido contra el Newcastle United en agosto de 2003, el árbitro Matt Messias sacó el brazo y golpeó accidentalmente a Savage en la cara cuando éste corría detrás de él. El 17 de enero de 2010, mientras comentaba para BBC Radio 5 Live un partido de la Premier League entre el Aston Villa y el West Ham United en Villa Park, un despeje del centrocampista del Villa, Stiliyan Petrov, golpeó a Savage en la cara y le provocó una pequeña hemorragia nasal.
Sin embargo, Savage sólo ha sido expulsado dos veces en su carrera: una durante un partido internacional con la selección galesa y otra durante un encuentro de la Premier League con el Blackburn. Recibió su primera tarjeta roja de la historia cuando fue expulsado en el partido de clasificación para el Mundial de Gales contra Irlanda del Norte, en septiembre de 2004, por reaccionar a una falta cometida sobre él por el centrocampista Michael Hughes. Tanto Hughes como Savage fueron expulsados. Su otrora impresionante estadística de no haber sido expulsado nunca en un partido de la Premiership terminó el 18 de marzo de 2006, cuando fue expulsado contra el Middlesbrough por dos faltas merecedoras de tarjeta amarilla. Ambas fueron polémicas: la primera, por una entrada a George Boateng, en la que pareció llevarse el balón, y la segunda, por una mano que parecía no haber sido intencionada.
Un ejemplo famoso de su excéntrico comportamiento fue cuando jugaba en el Leicester City. En un incidente que se conoció como "Poogate", utilizó el retrete del árbitro antes de un partido, alegando que tenía malestar estomacal debido a los efectos de los antibióticos recetados. Perdió su apelación contra la decisión de la Asociación de Fútbol de multarle con 10.000 libras, y el Leicester le impuso una multa de dos semanas de salario por el incidente.
Mientras jugaba en el Leicester, en el último minuto de un partido de liga contra su rival Derby en Pride Park en 2001, Savage se tiró en el área. El Leicester transformó el penalti y ganó el partido por 3-2. La flagrante zambullida de Savage, su mirada esperanzada al árbitro y su agresiva celebración con los puños en alto delante de los aficionados locales provocaron un torrente de insultos por parte de los hinchas y la persecución de Savage por el campo por parte de los indignados jugadores del Derby, dos de los cuales fueron amonestados. Los hinchas del Derby abucheaban y vejaban a Savage cada vez que jugaba contra ellos, y cuando se convirtió en jugador del Derby en enero de 2008, fue tratado con una mezcla de hostilidad e indiferencia, en parte por el incidente y en parte por su estado de forma mediocre.
Savage también es famoso por un incidente ocurrido en Villa Park, cuando jugaba en el Birmingham City, en un tenso derbi del Second City en marzo de 2003. Tras una entrada de Dion Dublin sobre él, se produjo un enfrentamiento entre ambos y otros jugadores, antes de que Dublin propinara un cabezazo a Savage. El árbitro Mark Halsey expulsó a Dublin, y el Birmingham ganó el derbi por 0-2.
Al ser entrevistado por Colin Gibson, BBC Radio Derby, en enero de 2010, Savage reaccionó con furia a los rumores de que los jugadores del Derby creen que el personal de la trastienda del club no está a la altura del trabajo. Estos rumores surgieron durante una intervención telefónica en el programa de Gibson en la emisora el fin de semana anterior, tras la derrota por 4-1 de los Rams en casa ante el Scunthorpe United el 9 de enero.

## Trayectoria radiofónica
Savage actuó ocasionalmente como comentarista durante su carrera en el club, y comenzó a trabajar en los medios de comunicación con más regularidad en la temporada 2009-10. Trabajó en diferentes funciones como comentarista durante la Copa Mundial de la FIFA 2010 antes de unirse al equipo de presentación del programa 6-0-6 de BBC Radio 5 Live. En septiembre de 2010, Savage firmó como embajador deportivo oficial de la casa de apuestas William Hill. En mayo de 2011 fue galardonado con el Sony Radio Academy Rising Star Award, además de ganar un premio de la Plain English Campaign.
Entre 2009 y 2013, Savage fue comentarista en ESPN, y desde entonces se ha trasladado a TNT Sportsts.
Desde que se retiró del fútbol en mayo de 2011, Savage ha intentado convertirse en una figura más prominente de la radiodifusión más allá de los meros comentarios. Desde septiembre de 2011 Savage participó en la serie 2011 de Strictly Come Dancing, haciendo pareja con Ola Jordan. En el programa emitido el 22 de octubre, Savage realizó un espectacular deslizamiento de rodilla hacia la cámara, que le provocó una fractura de nariz. Savage y Jordan fueron eliminados del concurso en cuartos de final el 4 de diciembre de 2011, quedando en sexto lugar.
En octubre de 2012, junto con otros 463 jugadores, Savage participó en el intento de la BBC Radio 5 Live de establecer un nuevo récord Guinness por el «mayor número de jugadores en un partido de exhibición continuo de 5 contra 5». Esto fue para BBC Children in Need junto con el comediante Lloyd Langford y la reportera de viajes de BBC Radio 5 Live Lindsey Chapman. Junto con el exjugador de cricket de Inglaterra Andrew Flintoff, Savage es parte de un podcast de BBC Radio 5 Live llamado Flintoff, Savage & The Ping Pong Guy , presentado por el exjugador de tenis de mesa Matthew Syed, que discutió temas deportivos actuales.

## Gestión de clubes
La implicación de Savage con el Stockport Town le llevó a participar en la creación del club fénix Macclesfield F.C. en octubre de 2020. El propietario del Macclesfield, Robert Smethurst, nombró a Savage miembro de la junta directiva (más tarde director de fútbol) con Danny Whitaker como entrenador. El 30 de agosto de 2021, el Macclesfield derrotó al rival local Congleton Town por 1-0 en la NWCFL Premier Division; el partido se suspendió durante varios minutos al final de la segunda parte debido a problemas con el público, durante los cuales Savage intervino para disolver la pelea.
El 17 de junio de 2024, Robbie Savage fue nombrado entrenador del Macclesfield.